# Cyklin B

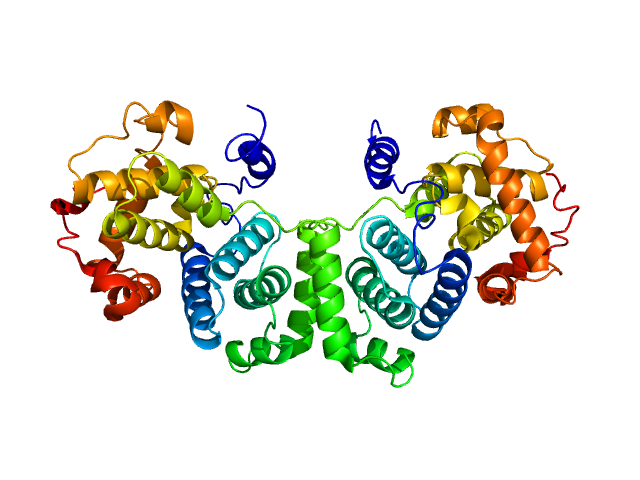
Lidský cyklin B

Cyklin B je souhrnné označení pro nejméně tři typy savčích cyklinů – cyklin B1, cyklin B2 a cyklin B3. Cyklin B1 má zásadní funkci v tzv. G2/M přechodu (mezi G2 fází a mitózou), zatímco cykliny B2 a B3 hrají méně zřejmé role v přípravě na mitózu či meiózu.
Cyklin B1 asociuje pevně s cyklin-dependentní kinázou 1 (Cdk1), ale tento cyklin-Cdk komplex je až do profáze téměř neaktivní a z velké části zůstává v cytosolu. Inhibice je způsobena fosforylací na konkrétních aminokyselinových pozicích Cdk1. Při vstupu do profáze buněčného dělení však dochází k defosforylaci těchto míst pomocí fosfatázy Cdc25A a zároveň k aktivační fosforylaci na cyklinu B. Aktivní cyklin-CDK komplex následně spouští důležité mitotické procesy, např. navozuje degradaci jaderné laminy fosforylací laminů, indukuje kondenzaci chromatinu pomocí fosforylace histonu H1.